# 抗日戦争第6戦区
抗日戦争第6戦区は1944年前後の対日本軍作戦の戦争状況により中華民国国民政府が中国国内を分画した抗日戦争戦区の一つ。第6戦区の所轄範囲は最初は湖北省西部で、1945年9月13日改定の受降計画中では日本軍の降伏と武装解除のために設置された戦区の一つ。

## 1944年
- 司令長官　孫連仲
- 作戦区域　湖北省西部
  - 長江上遊（上流）江防軍　総司令　呉奇偉　
  - 第10集団軍　王敬久
  - 第26集団軍　宋肯堂
  - 第33集団軍　馮治安
- 直属及び特種部隊

## 1945年（受降区）
第6戦区　湖北省西部　　日本軍捕虜集結地　河南省郾城（現河南省漯河市郾城区）